# Bairds råttsnok
Bairds råttsnok (Elaphe bairdi eller Pantherophis bairdi) är en snokart som återfinns i Nordamerikas södra delar och i de norra områdena av Mexiko. Den tycker om biotoper med steniga halvöknar.
Bairds råttsnok kan bli över en meter lång. Råttsnokar från Texas och Mexiko skiljer sig från varandra när det gäller teckningen. Den mexikanska varianten är kopparfärgad med grått huvud, medan snokar från Texas är mycket mörkare och inte heller har det grå huvudet. Fjällen på båda varianterna är blanka och släta och för att snoken ska få bra fäste på stenar och bark är dess undersida tillplattad.
Unga råttsnokar är slanka och gråfärgade. Efterhand som de växer, blir de grövre och deras färg ändras till den vuxna ormens. Råttsnokars föda är små däggdjur, fåglar och fladdermöss.